# العلاقات البلجيكية الكيريباتية
العلاقات البلجيكية الكيريباتية هي العلاقات الثنائية التي تجمع بين بلجيكا وكيريباتي.

## مقارنة بين البلدين
هذه مقارنة عامة ومرجعية للدولتين:
| وجه المقارنة                                              | بلجيكا                                                                              | كيريباتي                        |
| --------------------------------------------------------- | ----------------------------------------------------------------------------------- | ------------------------------- |
| المساحة (كم2)                                             | 30.53 ألف                                                                           | 811                             |
| عدد السكان (نسمة)                                         | 11.37 مليون                                                                         | 116.40 ألف                      |
| الكثافة السكانية (ن./كم²)                                 | 372.42                                                                              | 14.35 ألف                       |
| العاصمة                                                   | بروكسل                                                                              | جنوب تاراوا                     |
| اللغة الرسمية                                             | اللغة الهولندية، لغة فرنسية، اللغة الألمانية                                        | لغة إنجليزية، اللغة الكيريباتية |
| العملة                                                    | يورو، فرنك بلجيكي                                                                   | دولار كريباتي، دولار أسترالي    |
| الناتج المحلي الإجمالي (بليون دولار)                      | 492.68 مليار                                                                        | 196.15 مليون                    |
| الناتج المحلي الإجمالي (تعادل القوة الشرائية) بليون دولار | 514.74 مليار                                                                        | 224.26 مليون                    |
| الناتج المحلي الإجمالي الاسمي للفرد دولار أمريكي          | 40.32 ألف                                                                           | 1.42 ألف                        |
| الناتج المحلي الإجمالي للفرد دولار أمريكي                 | 43.44 ألف                                                                           | 1.81 ألف                        |
| مؤشر التنمية البشرية                                      | 0.890                                                                               | 0.590                           |
| رمز المكالمات الدولي                                      | +32                                                                                 | +686                            |
| رمز الإنترنت                                              | .be                                                                                 | .ki                             |
| المنطقة الزمنية                                           | توقيت وسط أوروبا، ت ع م+01:00، ت ع م+02:00، توقيت وسط أوروبا الصيفي، أوروبا/بروكسل ‏ |                                 |

## منظمات دولية مشتركة
يشترك البلدان في عضوية مجموعة من المنظمات الدولية، منها:
| علم المنظمة | اسم المنظمة                   | تاريخ انضمام بلجيكا | تاريخ انضمام كيريباتي |
| ----------- | ----------------------------- | ------------------- | --------------------- |
|             | الاتحاد البريدي العالمي       | ?                   | ?                     |
|             | مؤسسة التنمية الدولية         | 2 يوليو 1964        | 2 أكتوبر 1986         |
|             | منظمة حظر الأسلحة الكيميائية  | ?                   | ?                     |
|             | الأمم المتحدة                 | 27 ديسمبر 1945      | 14 سبتمبر 1999        |
|             | مؤسسة التمويل الدولية         | 27 ديسمبر 1956      | 2 أكتوبر 1986         |
|             | بنك التنمية الآسيوي           | 1966                | 1974                  |
|             | البنك الدولي للإنشاء والتعمير | 27 ديسمبر 1945      | 29 سبتمبر 1986        |
|             | الاتحاد الدولي للاتصالات      | 1866                | 3 نوفمبر 1986         |
|             | يونسكو                        | 29 نوفمبر 1946      | 24 أكتوبر 1989        |

## وصلات خارجية
- موقع وزارة الخارجية البلجيكية